# Meconopsis grandis
Meconopsis grandis  (лат.) — вид многолетних травянистых растений семейства Маковые.
Встречаются различные русские названия этого вида: гималайский голубой мак, меконопсис большой, меконопсис крупный, меконопсис великий.

## Биологическое описание и распространение
Meconopsis grandis растёт в горных районах на влажных и тенистых альпийских лугах, в лесах и на скалистых склонах на высоте от 3000 до 5200 метров. Цветы синего или голубого цвета, похожие на цветы мака, появляются в начале лета. Высота растений составляет около 1 метра.
Встречается в Гималаях (Непал и Бутан), на юго-востоке Тибета и на западе Китая.

## Культурное значение и применение
Данное растение является национальным символом Бутана — национальным цветком.
На основе данного вида был создан гибрид Meconopsis ×sheldonii G.Taylor.